# NGC 5067
NGC 5067 – gwiazda podwójna znajdująca się w gwiazdozbiorze Panny. Zaobserwował ją Albert Marth 30 maja 1864 roku i skatalogował jako obiekt typu „mgławicowego”.